# L'arte del mondo
L'ensemble L'arte del mondo est un ensemble allemand de musique baroque et classique fondé en 2004, adepte de l'interprétation historiquement informée, soit l'interprétation sur instruments anciens (ou copies d'instruments anciens).

## Historique
L'ensemble L'arte del mondo a été fondé en 2004 par le violoniste et chef d'orchestre allemand Werner Ehrhardt, qui fut leader du Concerto Köln de 1985 à 2004,,,,,,.
L'ensemble a été créé à Cologne, une ville allemande qui est un vivier d’orchestres qui a vu naître, outre l'arte del mondo et le Concerto Köln, l'ensemble de Reinhard Goebel, Musica Antiqua Köln.
L'arte del mondo s'inscrit dans la tradition de l'interprétation historique et utilise des instruments d'époque mais il se produit également sur des instruments modernes et dans un répertoire allant jusqu'aux compositeurs du XXe siècle,,.
L'ensemble a présenté plusieurs premières mondiales et a reçu de multiples prix pour ses enregistrements (voir plus loin).
Depuis l'été 2010, L'arte del mondo est l'orchestre en résidence du centre Bayer Arts and Culture à Leverkusen, la division culturelle de Bayer AG International,,,,. Cette résidence comprend diverses performances tout au long de la saison de concerts.

## Répertoire
Le répertoire de L'arte del mondo inclut une série de premières mondiales et d'œuvres orchestrales, d'opéras et d'oratorios redécouverts,,.

## Discographie
L'arte del mondo a publié des enregistrements sur les labels Phoenix, Capriccio, cpo, Deutsche Harmonia Mundi, MDG, Orfeo, Berlin Classics et Sony Classical, :
- 2006 : Giovanni Paisiello : Passione di San Giovanni avec le Vocalconsort Berlin  (Capriccio)
- 2006 : Étienne Nicolas Méhul, L'Irato ou l'Emporté (Capriccio) (OCLC 718399993)
- 2008 : Ernst Eichner, Sinfonien - Symphonies (Capriccio) (OCLC 742900983)
- 2008 : Joseph Martin Kraus, Amphitryon - musique de scène (intermèdes et divertissement) - Chantal Santon, soprano ; Georg Poplutz, ténor ; Bonner Kammerchor (Phoenix Music Media) (OCLC 936977490) — premier enregistrement mondial
- 2008 : Joseph Martin Kraus, La Primavera - Cantate per una primadonna, VB 33 - Simone Kermes, soprano (Phoenix Music Media) (OCLC 849912552)
- 2009 : Carl Stamitz, Quatre symphonies (CPO) (OCLC 700130130)
- 2010 : Liaisons, œuvres de Salieri, Mozart, Cimarosa et Haydn avec la soprano Chen Reiss (Onyx)
- 2010 : Notte Veneziana, œuvres de Vivaldi, Marcello, Alvars, Albinoni, Giazotto, Pescetti et Godefroid, avec le harpiste Xavier de Maistre (Sony)
- 2011 : Georg Friedrich Haendel, Amor Oriental - avec Juanita Lascarro, Florin Cezar Ouatu, Ahmet Özhan (DHM 88697857492) (OCLC 762586169)
- 2012 : Josef Mysliveček, Il Medonte - Thomas Michael Allen, ténor (Medonte)  ; Lorina Castellano, mezo-soprano (Zelinda) ; Ulrike Andersen, alto (Talete) ; Stephanie Elliott (Evandro) ; Juanta Lascarro (Selene) ; Susanne Bernhard (Arsace) (2CD DHM 88697861242) (OCLC 858148141)
- 2013 : Pasquale Anfossi, La finta giardiniera - Núria Rial, soprano (DHM) (OCLC 980606576) — première mondiale
- 2014 : Wolfgang Amadeus Mozart, Arias, avec Edita Gruberová
- 2014 : Johann Franz Xaver Sterkel, Symphonies et Ouverture à grand orchestre (DHM)
- 2014 : Johann Abraham Peter Schulz, Peters Bryllup (DHM)
- 2015 : Carneval Oriental : Lully, Campra, Cesti, Sartorio, Allegri, Uccellini, Monteverdi, A. Scarlatti et Haendel - Francesca Lombardi Mazzulli, soprano ; Charlotte Quadt, mezzo-soprano ; Pera Ensemble (DHM) (OCLC 987237849)
- 2016 : Johannes Matthias Sperger, Symphonies (DHM) (OCLC 958029274)
- 2017 : Karl von Ordonez, Symphonies[11] (DHM)
- 2018 : Anton Zimmermann, Symphonies (DHM) — première mondiale
- 2018 : Antonio Salieri, La Fiera di Venezia (DHM)
- 2018 : Jean-Sébastien Bach, Bach Oboe Concertos - avec Céline Moinet au hautbois (Berlin Classics)
- 2019 : Philipp Christoph Kayser, Scherz, List & Rache (DHM)
- 2019 : Joseph Aloys Schmittbaur, Symphonies (DHM)
- 2021 : Vivaldi - Paganini - Tartini, œuvres d'Antonio Vivaldi, Alessandro Rolla, Giuseppe Tartini et Nicolo Paganini, avec Nils Mönkemeyer à l'alto (Sony Classical)
- 2022 : Giuseppe Gazzaniga, L'Isola d'Alcina (DHM)

## Récompenses
L'enregistrement de l'opéra comique L'Irato d'Étienne Nicolas Méhul ainsi que le disque Liaisons avec la soprano Chen Reiss (réalisés en 2011) ont reçu le prix du magazine français Diapason,,.